# استان براکنه
استان براکنه (به عربی: ولایة البراکنة) یکی از استان‌های کشور موریتانی است. استان براکنه ۳۳٬۸۰۰ کیلومتر مربع مساحت و ۳۱۲٬۲۷۷ نفر جمعیت دارد.